# 9648 Ґотоугідео
9648 Ґотоугідео (9648 Gotouhideo) — астероїд головного поясу, відкритий 30 жовтня 1995 року.
Тіссеранів параметр щодо Юпітера — 3,588.